# Betpak-dala

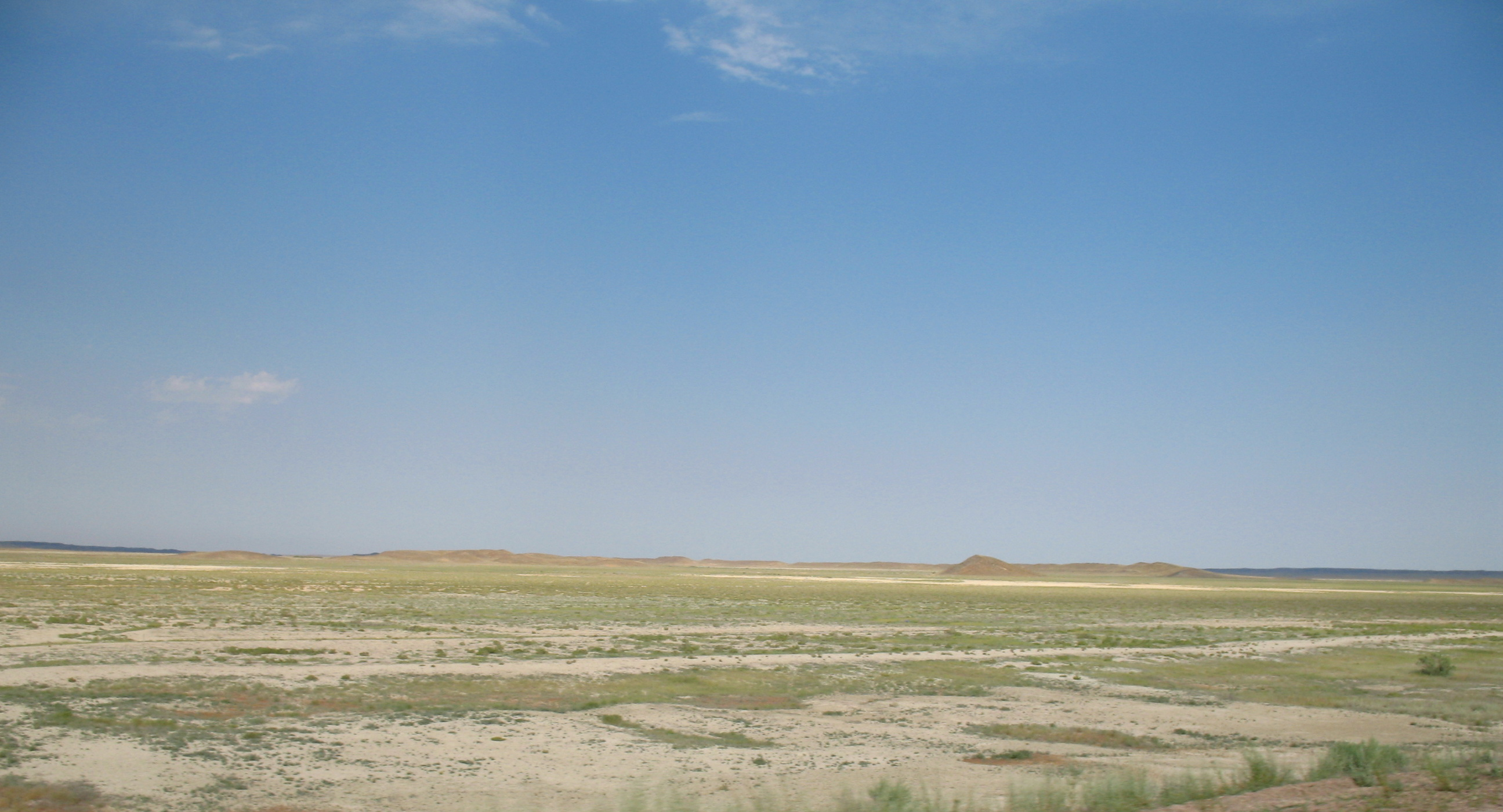
Krajina nedaleko jezera Balchaš

Betpak-dala (Бетпақдала) nebo také Severní Hladová step (Северная Голодная степь) je polopouštní oblast o rozloze okolo 75 000 km² v centrální části Kazachstánu. Její název se odvozuje z perského slova bedbaht (nešťastná) a turkického dala (pláň). Ohraničuje ji řeka Sarysu na západě, Ču na jihu, jezero Balchaš na východě a Kazašská pahorkatina na severu. Rozkládá se na území Karagandské, Jihokazašské a Žambylské oblasti. Oblast je neobydlená, jen občas ji navštěvují pastevci, stepí prochází železniční trať z Karagandy do Šu.    
Podnebí je kontinentální, s velkými teplotními rozdíly (průměrná zimní teplota činí –14 °C a průměrná letní 26 °C) a úhrnem srážek nepřekračujícím 150 mm ročně. Krajina je rovinatá, nadmořská výška se pohybuje mezi 300 a 350 metry. Půda je písčitá nebo hlinitá, na mnoha místech je pokryta solončaky, nachází se zde množství nevelkých jezer se slanou vodou. Rostou zde pouze suchomilné rostliny, jako je pelyněk, přeslička, čimišník stromovitý nebo bělostník růžkatý. Na Betpak-dala žije endemický hlodavec selevinie a také kriticky ohrožená sajga tatarská; v roce 2015 v oblasti řádila neznámá infekce, která vedla k masovému úhynu těchto sudokopytníků.
Na podzim roku 2014 anglický průzkumník Jamie Bunchuk dokončil expedici přes Betpak-dala v její nejdelší zeměpisné délce – od jezera Balchaš na východě k řece Sarysu na západě. Také uběhl 190 mil, skoro 8 maratonů, během osmi dnů v tomto regionu.
V květnu roku 2015 došlo na území k nákaze a úhynu zhruba 120 tisíc sajg tatarských, které tvořily více než třetinu světové populace.